# Arsendescloizite
L'arsendescloizite è un minerale appartenente al gruppo dell'adelite-descloizite.